# Lijst van afleveringen van Family Guy
Dit is een lijst met afleveringen van de Amerikaanse televisieserie Family Guy. Een overzicht van alle afleveringen is hieronder te vinden.

## Seizoen 1
| Nr. | Titel aflevering         | Uitzenddatum NL |
| --- | ------------------------ | --------------- |
| 1   | Death Has a Shadow       | 31 januari 1999 |
| 2   | I Never Met the Dead Man | 11 april 1999   |
| 3   | Chitty Chitty Death Bang | 18 april 1999   |
| 4   | Mind Over Murder         | 25 april 1999   |
| 5   | A Hero Sits Next Door    | 2 mei 1999      |
| 6   | The Son Also Draws       | 9 mei 1999      |
| 7   | Brian: Portrait of a Dog | 16 mei 1999     |

## Seizoen 2
| Nr. | Titel aflevering               | Uitzenddatum NL   |
| --- | ------------------------------ | ----------------- |
| 1   | Peter, Peter, Caviar Eater     | 23 september 1999 |
| 2   | Holy Crap                      | 30 september 1999 |
| 3   | Da Boom                        | 26 december 1999  |
| 4   | Brian in Love                  | 7 maart 2000      |
| 5   | Love Thy Trophy                | 14 maart 2000     |
| 6   | Death Is a Bitch               | 21 maart 2000     |
| 7   | The King Is Dead               | 28 maart 2000     |
| 8   | I Am Peter, Hear Me Roar       | 28 maart 2000     |
| 9   | If I'm Dyin' I'm Lyin'         | 4 april 2000      |
| 10  | Running Mates                  | 11 april 2000     |
| 11  | A Picture Is Worth 1,000 Bucks | 18 april 2000     |
| 12  | Fifteen Minutes of Shame       | 25 april 2000     |
| 13  | Road to Rhode Island           | 30 mei 2000       |
| 14  | Let's Go to The Hop            | 6 juni 2000       |
| 15  | Dammit Janet                   | 13 juni 2000      |
| 16  | There's Something About Paulie | 27 juni 2000      |
| 17  | He's Too Sexy for His Fat      | 27 juni 2000      |
| 18  | E. Peterbus Unum               | 12 juli 2000      |
| 19  | The Story on Page              | 18 juli 2000      |
| 20  | Wasted Talent                  | 25 juli 2000      |
| 21  | Fore, Father                   | 1 augustus 2000   |

## Seizoen 3
| Nr. | Titel aflevering                             | Uitzenddatum NL   |
| --- | -------------------------------------------- | ----------------- |
| 1   | The Thin White Line                          | 11 juli 2001      |
| 2   | Brian Does Hollywood                         | 18 juli 2001      |
| 3   | Mr. Griffin Goes to Washington               | 25 juli 2001      |
| 4   | One If by Clam, Two If by Sea                | 1 augustus 2001   |
| 5   | And the Wiener Is...                         | 8 augustus 2001   |
| 6   | Death Lives                                  | 15 augustus 2001  |
| 7   | Lethal Weapons                               | 22 augustus 2001  |
| 8   | The Kiss Seen Around the World               | 29 augustus 2001  |
| 9   | Mr. Saturday Knight                          | 5 september 2001  |
| 10  | Fish Out of Water                            | 19 september 2001 |
| 11  | Emission Impossible                          | 8 november 2001   |
| 12  | To Love and Die in Dixie                     | 15 november 2001  |
| 13  | Screwed the Pooch                            | 29 november 2001  |
| 14  | Peter Griffin: Husband, Father... Brother?   | 6 december 2001   |
| 15  | Ready, Willing and Disabled                  | 20 december 2001  |
| 16  | A Very Special Family Guy Freakin' Christmas | 21 december 2001  |
| 17  | Brian Wallows and Peter's Swallows           | 17 januari 2002   |
| 18  | From Method to Madness                       | 24 januari 2002   |
| 19  | Stuck Together, Torn Apart                   | 31 januari 2002   |
| 20  | Road to Europe                               | 7 februari 2002   |
| 21  | Family Guy Viewer Mail #1                    | 14 februari 2002  |
| 22  | When You Wish Upon a Weinstein               | 9 november 2003   |

## Seizoen 4
| Nr. | Titel aflevering                               | Uitzenddatum NL   |
| --- | ---------------------------------------------- | ----------------- |
| 1   | North by North Quahog                          | 1 mei 2005        |
| 2   | Fast Times at Buddy Cianci Jr. High            | 8 mei 2005        |
| 3   | Blind Ambition                                 | 15 mei 2005       |
| 4   | Don't Make Me Over                             | 5 juni 2005       |
| 5   | The Cleveland-Loretta Quagmire                 | 12 juni 2005      |
| 6   | Petarded                                       | 19 juni 2005      |
| 7   | Brian the Bachelor                             | 26 juni 2005      |
| 8   | 8 Simple Rules for Buying My Teenage Daughter  | 10 juli 2005      |
| 9   | Breaking Out Is Hard to Do                     | 17 juli 2005      |
| 10  | Model Misbehavior                              | 24 juli 2005      |
| 11  | Peter's Got Woods                              | 11 september 2005 |
| 12  | The Perfect Castaway                           | 18 september 2005 |
| 13  | Jungle Love                                    | 25 september 2005 |
| 14  | PTV                                            | 6 november 2005   |
| 15  | Brian Goes Back to College                     | 13 november 2005  |
| 16  | The Courtship of Stewie's Father               | 20 november 2005  |
| 17  | Fat Guy Strangler                              | 27 november 2005  |
| 18  | The Father, the Son and the Holy Fonz          | 18 december 2005  |
| 19  | Brian Sings & Swings                           | 8 januari 2006    |
| 20  | Patriot Games                                  | 29 januari 2006   |
| 21  | I Take Thee, Quagmire                          | 12 maart 2006     |
| 22  | Sibling Rivalry                                | 26 maart 2006     |
| 23  | Deep Throats                                   | 9 april 2006      |
| 24  | Peterotica                                     | 23 april 2006     |
| 25  | You May Now Kiss the... Uh... Guy Who Receives | 30 april 2006     |
| 26  | Petergeist                                     | 7 mei 2006        |
| 27  | Untitled Griffin Family History                | 14 mei 2006       |
| 28  | Stewie B. Goode                                | 21 mei 2006       |
| 29  | Bango Was His Name, Oh!                        | 21 mei 2006       |
| 30  | Stu & Stewie's Excellent Adventure             | 21 mei 2006       |

## Seizoen 5
| Nr. | Titel aflevering                            | Uitzenddatum NL   |
| --- | ------------------------------------------- | ----------------- |
| 1   | Stewie Loves Lois                           | 10 september 2006 |
| 2   | Mother Tucker                               | 17 september 2006 |
| 3   | Hell Comes to Quahog                        | 24 september 2006 |
| 4   | Saving Private Brian                        | 5 november 2006   |
| 5   | Whistle While Your Wife Works               | 12 november 2006  |
| 6   | Prick Up Your Ears                          | 19 november 2006  |
| 7   | Chick Cancer                                | 26 november 2006  |
| 8   | Barely Legal                                | 17 december 2006  |
| 9   | Road to Rupert                              | 28 januari 2007   |
| 10  | Peter's Two Dads                            | 11 februari 2007  |
| 11  | The Tan Aquatic with Steve Zissou           | 18 februari 2007  |
| 12  | Airport '07                                 | 4 maart 2007      |
| 13  | Bill & Peter's Bogus Journey                | 11 maart 2007     |
| 14  | No Meals on Wheels                          | 25 maart 2007     |
| 15  | Boys Do Cry                                 | 29 april 2007     |
| 16  | No Chris Left Behind                        | 6 mei 2007        |
| 17  | It Takes a Village Idiot, and I Married One | 13 mei 2007       |
| 18  | Meet The Quagmires                          | 20 mei 2007       |

## Seizoen 6
| Nr. | Titel aflevering                        | Uitzenddatum NL   |
| --- | --------------------------------------- | ----------------- |
| 1   | Blue Harvest                            | 23 september 2007 |
| 2   | Movin' Out (Brian's Song)               | 30 september 2007 |
| 3   | Believe It or Not, Joe's Walking on Air | 7 oktober 2007    |
| 4   | Stewie Kills Lois (1)                   | 4 november 2007   |
| 5   | Lois Kills Stewie                       | 11 november 2007  |
| 6   | Padre de Familia                        | 18 november 2007  |
| 7   | Peter's Daughter                        | 25 november 2007  |
| 8   | McStroke                                | 13 januari 2008   |
| 9   | Back to the Woods                       | 17 februari 2008  |
| 10  | Play It Again, Brian                    | 2 maart 2008      |
| 11  | The Former Life of Brian                | 28 april 2008     |
| 12  | Long John Peter                         | 4 mei 2008        |

## Seizoen 7
| Nr. | Titel aflevering               | Uitzenddatum NL   |
| --- | ------------------------------ | ----------------- |
| 1   | Love Blactually                | 28 september 2008 |
| 2   | I Dream of Jesus               | 5 oktober 2008    |
| 3   | Road to Germany                | 19 oktober 2008   |
| 4   | Baby Not on Board              | 2 november 2008   |
| 5   | The Man with Two Brians        | 9 november 2008   |
| 6   | Tales of a Third Grade Nothing | 16 november 2008  |
| 7   | Ocean's Three and a Half       | 15 februari 2009  |
| 8   | Family Gay                     | 8 maart 2009      |
| 9   | The Juice is Loose!            | 15 maart 2009     |
| 10  | FOX-y Lady                     | 22 maart 2009     |
| 11  | Not All Dogs Go to Heaven      | 29 maart 2009     |
| 12  | 420                            | 19 april 2009     |
| 13  | Stew-Roids                     | 26 april 2009     |
| 14  | We Love You Conrad             | 3 mei 2009        |
| 15  | Three Kings                    | 10 mei 2009       |
| 16  | Peter's Progress               | 17 mei 2009       |

## Seizoen 8
| Nr. | Titel aflevering                          | Uitzenddatum NL   |
| --- | ----------------------------------------- | ----------------- |
| 1   | Road to the Multiverse                    | 27 september 2009 |
| 2   | Family Goy                                | 4 oktober 2009    |
| 3   | Spies Reminiscent of Us                   | 11 oktober 2009   |
| 4   | Brian's Got a Brand New Bag               | 8 november 2009   |
| 5   | Hannah Banana                             | 8 november 2009   |
| 6   | Quagmire's Baby                           | 15 november 2009  |
| 7   | Jerome Is the New Black                   | 22 november 2009  |
| 8   | Dog Gone                                  | 29 november 2009  |
| 9   | Business Guy                              | 13 december 2009  |
| 10  | Big Man on Hippocampus                    | 3 januari 2010    |
| 11  | Dial Meg for Murder                       | 31 januari 2010   |
| 12  | Extra Large Medium                        | 14 februari 2010  |
| 13  | Go, Stewie, Go!                           | 14 maart 2010     |
| 14  | Peter-assment                             | 21 maart 2010     |
| 15  | Brian Griffin's House of Payne            | 28 maart 2010     |
| 16  | April in Quahog                           | 11 april 2010     |
| 17  | Brian & Stewie                            | 2 mei 2010        |
| 18  | Quagmire's Dad                            | 9 mei 2010        |
| 19  | The Splendid Source                       | 16 mei 2010       |
| 20  | Something, Something, Something Dark Side | 23 mei 2010       |
| 21  | Partial Terms of Endearment               | 20 juni 2010      |

## Seizoen 9
| Nr. | Titel aflevering                   | Uitzenddatum NL   |
| --- | ---------------------------------- | ----------------- |
| 1   | And Then There Were Fewer          | 26 september 2010 |
| 2   | Excellence in Broadcasting         | 3 oktober 2010    |
| 3   | Welcome Back Carter                | 10 oktober 2010   |
| 4   | Halloween on Spooner Street        | 7 november 2010   |
| 5   | Baby, You Knock Me Out             | 14 november 2010  |
| 6   | Brian Writes a Bestseller          | 21 november 2010  |
| 7   | Road to the North Pole             | 12 december 2010  |
| 8   | New Kidney in Town                 | 9 januari 2011    |
| 9   | And I'm Joyce Kinney               | 16 januari 2011   |
| 10  | Friends of Peter G.                | 13 februari 2011  |
| 11  | German Guy                         | 20 februari 2011  |
| 12  | The Hand That Rocks the Wheelchair | 6 maart 2011      |
| 13  | Trading Places                     | 20 maart 2011     |
| 14  | Tiegs for Two                      | 10 april 2011     |
| 15  | Brothers & Sisters                 | 17 april 2011     |
| 16  | The Big Bang Theory                | 8 mei 2011        |
| 17  | Foreign Affairs                    | 15 mei 2011       |
| 18  | Episode VI: It's a Trap            | 22 mei 2011       |

## Seizoen 10
| Nr. | Titel aflevering                          | Uitzenddatum NL   |
| --- | ----------------------------------------- | ----------------- |
| 1   | Lottery Fever                             | 25 september 2011 |
| 2   | Seahorse Seashell Party                   | 2 oktober 2011    |
| 3   | Screams of Silence: The Story of Brenda Q | 30 oktober 2011   |
| 4   | Stewie Goes for a Drive                   | 6 november 2011   |
| 5   | Back to the Pilot                         | 13 november 2011  |
| 6   | Thanksgiving                              | 20 november 2011  |
| 7   | Amish Guy                                 | 27 november 2011  |
| 8   | Cool Hand Peter                           | 4 december 2011   |
| 9   | Grumpy Old Man                            | 11 december 2011  |
| 10  | Meg and Quagmire                          | 8 januari 2012    |
| 11  | The Blind Side                            | 15 januari 2012   |
| 12  | Livin' on a Prayer                        | 29 januari 2012   |
| 13  | Tom Tucker: The Man and His Dream         | 12 februari 2012  |
| 14  | Be Careful What You Fish For              | 19 februari 2012  |
| 15  | Burning Down the Bayit                    | 4 maart 2012      |
| 16  | Killer Queen                              | 11 maart 2012     |
| 17  | Forget-Me-Not                             | 18 maart 2012     |
| 18  | You Can't Do That on Television, Peter    | 1 april 2012      |
| 19  | Mr. & Mrs. Stewie                         | 29 april 2012     |
| 20  | Leggo my Meg-O                            | 6 mei 2012        |
| 21  | Tea Peter                                 | 13 mei 2012       |
| 22  | Viewer Mail #2                            | 20 mei 2012       |
| 23  | Internal Affairs                          | 20 mei 2012       |

## Seizoen 11
| Nr. | Titel aflevering            | Uitzenddatum NL   |
| --- | --------------------------- | ----------------- |
| 1   | Into Fat Air                | 30 september 2012 |
| 2   | Ratings Guy                 | 7 oktober 2012    |
| 3   | The Old Man And The Big 'C' | 4 november 2012   |
| 4   | Yug Ylimaf                  | 11 november 2012  |
| 5   | Joe's Revenge               | 18 november 2012  |
| 6   | Lois Comes Out of Her Shell | 25 november 2012  |
| 7   | Friends Without Benefits    | 9 december 2012   |
| 8   | Jesus, Mary and Joseph!     | 23 december 2012  |
| 9   | Space Cadet                 | 6 januari 2013    |
| 10  | Brian's Play                | 13 januari 2013   |
| 11  | The Giggity Wife            | 27 januari 2013   |
| 12  | Valentine's Day in Quahog   | 10 februari 2013  |
| 13  | Chris Cross                 | 17 februari 2013  |
| 14  | Call Girl                   | 10 maart 2013     |
| 15  | Turban Cowboy               | 17 maart 2013     |
| 16  | 12 and a Half Angry Men     | 24 maart 2013     |
| 17  | Bigfat                      | 14 april 2013     |
| 18  | Total Recall                | 28 april 2013     |
| 19  | Save the Clam               | 5 mei 2013        |
| 20  | Farmer Guy                  | 12 mei 2013       |
| 21  | Roads to Vegas              | 19 mei 2013       |
| 22  | No Country Club for Old Men | 26 mei 2013       |

## Seizoen 12
| Nr. | Titel aflevering                      | Uitzenddatum NL   |
| --- | ------------------------------------- | ----------------- |
| 1   | Finders Keepers                       | 29 september 2013 |
| 2   | Vestigial Peter                       | 6 oktober 2013    |
| 3   | Quagmire's Quagmire                   | 3 november 2013   |
| 4   | A Fistful of Meg                      | 10 november 2013  |
| 5   | Boopa-dee Bappa-dee                   | 17 november 2013  |
| 6   | Life of Brian                         | 24 november 2013  |
| 7   | Into Harmony's Way                    | 8 december 2013   |
| 8   | Christmas Guy                         | 15 december 2013  |
| 9   | Peter Problems                        | 5 januari 2014    |
| 10  | Grimm Job                             | 12 januari 2014   |
| 11  | Brian's a Bad Father                  | 26 januari 2014   |
| 12  | Mom's the Word                        | 9 maart 2014      |
| 13  | 3 Acts of God                         | 16 maart 2014     |
| 14  | Fresh Heir                            | 23 maart 2014     |
| 15  | Secondhand Spoke                      | 30 maart 2014     |
| 16  | Herpe, the Love Sore                  | 6 april 2014      |
| 17  | The Most Interesting Man in the World | 13 april 2014     |
| 18  | Baby Got Black                        | 27 april 2014     |
| 19  | Meg Stinks!                           | 4 mei 2014        |
| 20  | He's Bla-ack                          | 11 mei 2014       |
| 21  | Chap Stewie                           | 18 mei 2014       |

## Seizoen 13
| Nr. | Titel aflevering                            | Uitzenddatum NL   |
| --- | ------------------------------------------- | ----------------- |
| 1   | The Simpsons Guy                            | 28 september 2014 |
| 2   | The Book of Joe                             | 5 oktober 2014    |
| 3   | Baking Bad                                  | 19 oktober 2014   |
| 4   | Brian the Closer                            | 9 november 2014   |
| 5   | Turkey Guys                                 | 16 november 2014  |
| 6   | The 2,000-Year-Old Virgin                   | 7 december 2014   |
| 7   | Stewie, Chris & Brian's Excellent Adventure | 4 januari 2015    |
| 8   | Our Idiot Brian                             | 11 januari 2015   |
| 9   | This Little Piggy                           | 25 januari 2015   |
| 10  | Quagmire's Mom                              | 8 februari 2015   |
| 11  | Encyclopedia Griffin                        | 15 februari 2015  |
| 12  | Stewie Is Enceinte                          | 8 maart 2015      |
| 13  | Dr. C and the Women                         | 15 maart 2015     |
| 14  | JOLO                                        | 12 april 2015     |
| 15  | Once Bitten                                 | 19 april 2015     |
| 16  | Roasted Guy                                 | 26 april 2015     |
| 17  | Fighting Irish                              | 3 mei 2015        |
| 18  | Take My Wife                                | 17 mei 2015       |

## Seizoen 14
| Nr. | Titel aflevering              | Uitzenddatum NL   |
| --- | ----------------------------- | ----------------- |
| 1   | Pilling Them Softly           | 27 september 2015 |
| 2   | Papa Has a Rollin' Son        | 13 februari 2016  |
| 3   | Guy, Robot                    | 11 oktober 2015   |
| 4   | Peternormal Activity          | 25 oktober 2015   |
| 5   | Peter, Chris & Brian          | 8 november 2015   |
| 6   | Peter's Sister                | 15 november 2015  |
| 7   | Hot-Pocket Dial               | 22 november 2015  |
| 8   | Brokeback Swanson             | 7 februari 2016   |
| 9   | A Shot in the Dark            | 14 februari 2016  |
| 10  | Candy, Quahog Marshmallow     | 21 februari 2016  |
| 11  | The Peanut Butter Kid         | 28 februari 2016  |
| 12  | Scammed Yankees               | 6 maart 2016      |
| 13  | An App a Day                  | 13 maart 2016     |
| 14  | Underage Peter                | 20 maart 2016     |
| 15  | A Lot Going on Upstairs       | 6 maart 2016      |
| 16  | The Heartbreak Dog            | 13 maart 2016     |
| 17  | Take a Letter                 | 17 april 2016     |
| 18  | The New Adventures of Old Tom | 8 mei 2016        |
| 19  | Run, Chris, Run               | 15 mei 2016       |
| 20  | Road to India                 | 22 mei 2016       |

## Seizoen 15
| Nr. | Titel aflevering                             | Uitzenddatum NL   |
| --- | -------------------------------------------- | ----------------- |
| 1   | The Boys in the Band                         | 25 september 2016 |
| 2   | Bookie of the Year                           | 2 oktober 2016    |
| 3   | American Gigg-olo                            | 16 oktober 2016   |
| 4   | Inside Family Guy                            | 23 oktober 2016   |
| 5   | Chris Has Got a Date, Date, Date, Date, Date | 6 november 2016   |
| 6   | Hot Shots                                    | 13 november 2016  |
| 7   | High School English                          | 20 november 2016  |
| 8   | Carter and Tricia                            | 4 december 2016   |
| 9   | How the Griffin Stole Christmas              | 11 december 2016  |
| 10  | Passenger Fatty-Seven                        | 8 januari 2017    |
| 11  | Gronkowsbees                                 | 15 januari 2017   |
| 12  | Peter’s Def Jam                              | 12 februari 2017  |
| 13  | The Finer Strings                            | 19 februari 2017  |
| 14  | The Dating Game                              | 5 maart 2017      |
| 15  | Cop and a Half-Wit                           | 12 maart 2017     |
| 16  | Saturated Fat Guy                            | 19 maart 2017     |
| 17  | Peter's Lost Youth                           | 26 maart 2017     |
| 18  | The Peter Principal                          | 30 april 2017     |
| 19  | A House Full Of Peters                       | 21 mei 2017       |
| 20  | Dearly Deported                              | 21 mei 2017       |

## Seizoen 16
| Nr. | Titel aflevering                  | Uitzenddatum NL  |
| --- | --------------------------------- | ---------------- |
| 1   | Emmy-Winning Episode              | 1 oktober 2017   |
| 2   | Foxx in the Men House             | 8 oktober 2017   |
| 3   | Nanny Goats                       | 15 oktober 2017  |
| 4   | Follow the Money                  | 22 oktober 2017  |
| 5   | Three Directors                   | 5 november 2017  |
| 6   | The D in Apartment 23             | 12 november 2017 |
| 7   | Petey IV                          | 19 november 2017 |
| 8   | Crimes and Meg's Demeanor         | 3 december 2017  |
| 9   | Don't Be a Dickens at Christmas   | 10 december 2017 |
| 10  | Boy (Dog) Meets Girl (Dog)        | 7 januari 2018   |
| 11  | Dog Bites Bear                    | 14 januari 2018  |
| 12  | Send in Stewie, Please            | 18 maart 2018    |
| 13  | V is for Mystery                  | 25 maart 2018    |
| 14  | Veteran Guy                       | 1 april 2018     |
| 15  | The Woof of Wall Street           | 8 april 2018     |
| 16  | 'Family Guy' Through the Years    | 22 april 2018    |
| 17  | Switch the Flip                   | 29 april 2018    |
| 18  | HTTPete                           | 6 mei 2018       |
| 19  | The Uncindest Cut                 | 13 mei 2018      |
| 20  | Are You There God? It's Me, Peter | 20 mei 2018      |

## Seizoen 17
| Nr. | Titel aflevering             | Uitzenddatum NL   |
| --- | ---------------------------- | ----------------- |
| 1   | Married… with Cancer         | 30 september 2018 |
| 2   | Dead Dog Walking             | 7 oktober 2018    |
| 3   | Pal Stewie                   | 14 oktober 2018   |
| 4   | Big Trouble in Little Quahog | 21 oktober 2018   |
| 5   | Regarding Carter             | 4 november 2018   |
| 6   | Stand by Meg                 | 11 november 2018  |
| 7   | The Griffin Winter Games     | 18 november 2018  |
| 8   | Con Heiress                  | 2 december 2018   |
| 9   | Pawtucket Pete               | 9 december 2018   |
| 10  | Hefty Shades of Gray         | 6 januari 2019    |
| 11  | Trump Guy                    | 13 januari 2019   |
| 12  | Bri, Robot                   | 10 februari 2019  |
| 13  | Trans-Fat                    | 17 februari 2019  |
| 14  | Family Guy Lite              | 3 maart 2019      |
| 15  | No Giggity, No Doubt         | 10 maart 2019     |
| 16  | You Can't Handle the Booth   | 24 maart 2019     |
| 17  | Island Adventure             | 31 maart 2019     |
| 18  | Throw It Away                | 28 april 2019     |
| 19  | Girl, Internetted            | 5 mei 2019        |
| 20  | Adam West High               | 12 mei 2019       |

## Seizoen 18
| Nr. | Titel aflevering                      | Uitzenddatum NL   |
| --- | ------------------------------------- | ----------------- |
| 1   | Yacht Rocky                           | 29 september 2019 |
| 2   | Bri-Da                                | 6 oktober 2019    |
| 3   | Absolutely Babulous                   | 13 oktober 2019   |
| 4   | Disney's The Reboot                   | 20 oktober 2019   |
| 5   | Cat Fight                             | 3 november 2019   |
| 6   | Peter & Lois' Wedding                 | 10 november 2019  |
| 7   | Heart Burn                            | 17 november 2019  |
| 8   | Shanksgiving                          | 24 november 2019  |
| 9   | Christmas is Coming                   | 15 december 2019  |
| 10  | Connie's Celica                       | 5 januari 2020    |
| 11  | Short Cuts                            | 16 februari 2020  |
| 12  | Undergrounded                         | 23 februari 2020  |
| 13  | Rich Old Stewie                       | 1 maart 2020      |
| 14  | The Movement                          | 8 maart 2020      |
| 15  | Baby Stewie                           | 15 maart 2020     |
| 16  | Start Me Up                           | 19 april 2020     |
| 17  | Coma Guy                              | 26 april 2020     |
| 18  | Better Off Meg                        | 3 mei 2020        |
| 19  | Holly Bibble                          | 10 mei 2020       |
| 20  | Movin’ In (Principal Shepherd’s Song) | 17 mei 2020       |

## Seizoen 19
| Nr. | Titel aflevering             | Uitzenddatum NL   |
| --- | ---------------------------- | ----------------- |
| 1   | Stewie's First Word          | 27 september 2020 |
| 2   | The Talented Mr. Stewie      | 4 oktober 2020    |
| 3   | Boys & Squirrels             | 11 oktober 2020   |
| 4   | Cutawayland                  | 1 november 2020   |
| 5   | La Famiglia Guy              | 8 november 2020   |
| 6   | Meg's Wedding                | 15 november 2020  |
| 7   | Wild Wild West               | 22 november 2020  |
| 8   | Pawtucket Pat                | 6 december 2020   |
| 9   | The First No L               | 13 december 2020  |
| 10  | Fecal Matters                | 17 januari 2021   |
| 11  | Boy's Best Friend            | 21 februari 2021  |
| 12  | And Then There's Fraud       | 28 februari 2021  |
| 13  | PeTerminator                 | 7 maart 2021      |
| 14  | The Marrying Kind            | 14 maart 2021     |
| 15  | Customer Of The Week         | 28 maart 2021     |
| 16  | Who's Brian Now?             | 11 april 2021     |
| 17  | Young Parent Trap            | 18 april 2021     |
| 18  | Meg Goes To College          | 2 mei 2021        |
| 19  | Family Cat                   | 9 mei 2021        |
| 20  | Tales of Former Sports Glory | 16 mei 2021       |

## Seizoen 20
| Nr. | Titel aflevering              | Uitzenddatum NL   |
| --- | ----------------------------- | ----------------- |
| 1   | LASIK Instinct                | 26 september 2021 |
| 2   | Rock Hard                     | 3 oktober 2021    |
| 3   | Must Love Dogs                | 10 oktober 2021   |
| 4   | 80's Guy                      | 17 oktober 2021   |
| 5   | Brief Encounter               | 24 oktober 2021   |
| 6   | Cootie & the Blowhard         | 7 november 2021   |
| 7   | Peterschmidt Manor            | 14 november 2021  |
| 8   | The Birthday Bootlegger       | 21 november 2021  |
| 9   | The Fatman Always Rings Twice | 28 november 2021  |
| 10  | Christmas Crime               | 19 december 2021  |
| 11  | Mister Act                    | 9 januari 2022    |
| 12  | The Lois Quagmire             | 27 februari 2022  |
| 13  | Lawyer Guy                    | 6 maart 2022      |
| 14  | HBO-No                        | 13 maart 2022     |
| 15  | Hard Boiled Meg               | 20 maart 2022     |
| 16  | Prescription Heroine          | 27 maart 2022     |
| 17  | All about Alana               | 1 mei 2022        |
| 18  | Girlfriend, Eh?               | 8 mei 2022        |
| 19  | First Blood                   | 15 mei 2022       |
| 20  | The Jersey bore               | 22 mei 2022       |